# Sebastian Kneipp (Rose)
Die öfter blühende Strauchrose Sebastian Kneipp, syn. 'KORpastato', auch 'Fragrant Memories', wurde 1997 durch die Rosenbaumschule Kordes eingeführt. Sie ist zum 100. Todesgedenkjahr nach dem Priester und Hydrotherapeuten Sebastian Kneipp benannt. Ihre leicht schalenförmigen, cremeweißen, bis zu 10 cm großen, stark gefüllten Blüten werden zur Mitte hin gelblichrosa. Die Blüten erscheinen im Juni einzeln oder in Büscheln bis zu 7 und remontieren gut. Ihr Duft ist stark und süßlich. Ihr Laub ist dunkelgrün.
'Sebastian Kneipp' ist eine stark bewehrte, wüchsige Teehybride im nostalgischen Stil, die sich gut verzweigt; sie bildet einen aufrechten Strauch mit 1,5 m Höhe, der frosthart bis −23 °C (USDA-Zone 6) ist. Sie kann einzeln oder in Gruppen stehen, notfalls auch in Kübelpflanzung.
Auszeichnungen: Genf 3. Preis 1999